# Podatek od posiadania psa
Podatek od posiadania psa – podatek bezpośredni nałożony na posiadacza psa.

## Historia
Po raz pierwszy podatek od psów domowych wprowadzono w Królestwie Prus w 1810 jako jeden z tzw. podatków od luksusu. Prawodawcy wychodzili z założenia, że posiadacz niebędącego zwierzęciem użytkowym psa musi także posiadać duży zasób środków finansowych. Obecnie w Niemczech podatek ten jest podatkiem komunalnym, gminy mają prawo ustalać jego wysokość, a także różnicować w zależności od rasy psa. Nie pobiera się podatku od psów hodowanych w celach zarobkowych, natomiast psy użytkowe, przewodnicy niewidomych i psy w schroniskach dla zwierząt są w zależności od gminy zwolnione od podatku lub podlegają obniżonemu opodatkowaniu.
W końcu XIX wieku na Nowej Zelandii wprowadzony przez brytyjskie władze podatek od posiadania psów spowodował opór ludności maoryskiej i tzw. wojny o podatek od psów (dog tax wars).

## Podatek od posiadania psa w Polsce
W Polsce podatek od posiadania psa obowiązywał do 31 grudnia 2007. Był to podatek bezpośredni i kwotowy. Jego wysokość ustalana była przez gminy, jednak ograniczona przez rozporządzenie ministerialne. W 2007 r. wynosił przeważnie 40 złotych. Całość podatku wpływała do budżetu gmin. Poza celem fiskalnym, podatek miał również na celu ograniczanie liczby zwierząt. Z podatku wyłączone były psy gospodarskie, jednak najwyżej dwa na jednej posesji.
| Rok  | Maksymalna kwota podatku |
| ---- | ------------------------ |
| 2004 | 50,30 zł                 |
| 2005 | 51,91 zł                 |
| 2006 | 53,21 zł                 |
| 2007 | 53,69 zł                 |

W związku ze zmianą ustawy o podatkach i opłatach lokalnych, od 1 stycznia 2008 podatek ten został zniesiony, natomiast w jego miejsce istnieje możliwość wprowadzenia fakultatywnej opłaty za posiadanie psa, uzależnionej od rady gminy w zakresie jej poboru, wysokości czy terminu płatności. Od opłaty są zwolnione osoby posiadające 1 psa:
- mające orzeczenie o dowolnym stopniu niepełnosprawności (a pies jest psem asystującym),
- mające orzeczenie o znacznym stopniu niepełnosprawności,
- mające więcej niż 65 lat i samodzielnie prowadzące gospodarstwo domowe.

Także z opłaty zwolnione są osoby płacące podatek rolny od użytków rolnych o powierzchni większej niż 1 hektar lub 1 hektar przeliczeniowy. Wówczas płaci się za trzeciego i każdego kolejnego psa.
| Rok  | Maksymalna kwota opłaty |
| ---- | ----------------------- |
| 2008 | 100,00 zł               |
| 2009 | 104,20 zł               |
| 2010 | 107,85 zł               |
| 2011 | 110,66 zł               |
| 2012 | 115,31 zł               |
| 2013 | 119,93 zł               |
| 2014 | 121,01 zł               |
| 2015 | 121,50 zł               |
| 2016 | 120,05 zł               |
| 2017 | 118,97 zł               |
| 2018 | 121,24 zł               |
| 2019 | 123,18 zł               |
| 2020 | 125,40 zł               |
| 2021 | 130,30 zł               |
| 2022 | 135,00 zł               |
| 2023 | 150,93 zł               |

## Podstawa prawna
- Ustawa z dnia 12 stycznia 1991 r. o podatkach i opłatach lokalnych (Dz.U. z 2025 r. poz. 707)